# Kanton Pau-Nord
Kanton Pau-Nord (francouzsky Canton de Pau-Nord) je francouzský kanton v departementu Pyrénées-Atlantiques v regionu Akvitánie. Tvoří ho pouze severní část města Pau.